# Superior (sör)
A Superior (nevének jelentése „felső(bb), magasabb”) Mexikó egyik legrégebb óta gyártott söre. A pilzeni típusú világos sör alkoholtartalma 4,5–4,6%, többféle méretű üvegben és dobozban is forgalmazzák.

## Története
A Superior sör Orizaba városában született meg 1896-ban. Ez a település a veracruzi kikötőt Mexikóvárossal összekötő úton fekszik, és a közeli magas hegyeknek, például a Citlaltépetlnek köszönhetően alacsony ásványianyag-tartalmú olvadékvízben is bővelkedik, ezért igen kedvezőek voltak a feltételek az ipar, azon belül is a söripar kialakulásához. Főként Európából bevándorolt németeknek, valamint a francia Suberbie családnak volt köszönhető, hogy 1896-ban megnyílt a Moctezuma sörfőzde, amely abból a célból kezdte meg a Superior gyártását, hogy legyen egy, a környéken kapható söröknél magasabb minőségű márka is az igényes németek számára. A „legenda” szerint neve is egy némettől, Otto Newmaiertől származik, aki miután megkóstolta, kijelentette, hogy ez aztán egy „superior” („magasabb (minőségű)”, kiváló) sör.
Kezdetben színtelen üvegben és valódi aranyat is tartalmazó címkékkel forgalmazták, de mivel ez túl drága volt, ezért áttértek a hordókra, majd amikor visszatértek az üveghez, a címkét olcsóbbra, egyszerűbb kivitelűre váltották át. Az 1950-es években külsejét megújították, ismét aranyszínű betűket alkalmaztak a címkéjén, és erőteljes reklámkampányt is indítottak. Ennek része volt az évtized végén megjelenő Rubia Superior is. 1985-ben a Moctezuma főzde egyesült a Cuauhtémockal, így létrejött a mai gyártó, a Cervecería Cuauhtémoc Moctezuma, majd 2012-ben megjelent a Superior Morena nevű barna változata is.

## ARubiaés aMorena Superior
A Rubia Superior (jelentése: „szőke Superior”) a Superior sör 1950-es évek végén megjelenő, majd az 1960-as években széles körben ismertté vált reklámalakja: egy (az idők során több modell által is alakított) szép szőke nő, aki a legkülönfélébb hirdetésekben népszerűsítette a sört a következő jelmondattal: „La Rubia Que Todos Quieren” („A szőke, akit mindenki szeret.”). Az 1970-es években a leghíresebb Rubia Farrah Fawcett volt. Amikor megjelent a Superior barna sör, egyúttal megjelent a szőke modell „testvére”, a sötét hajú Morena is.